# Pörnbach

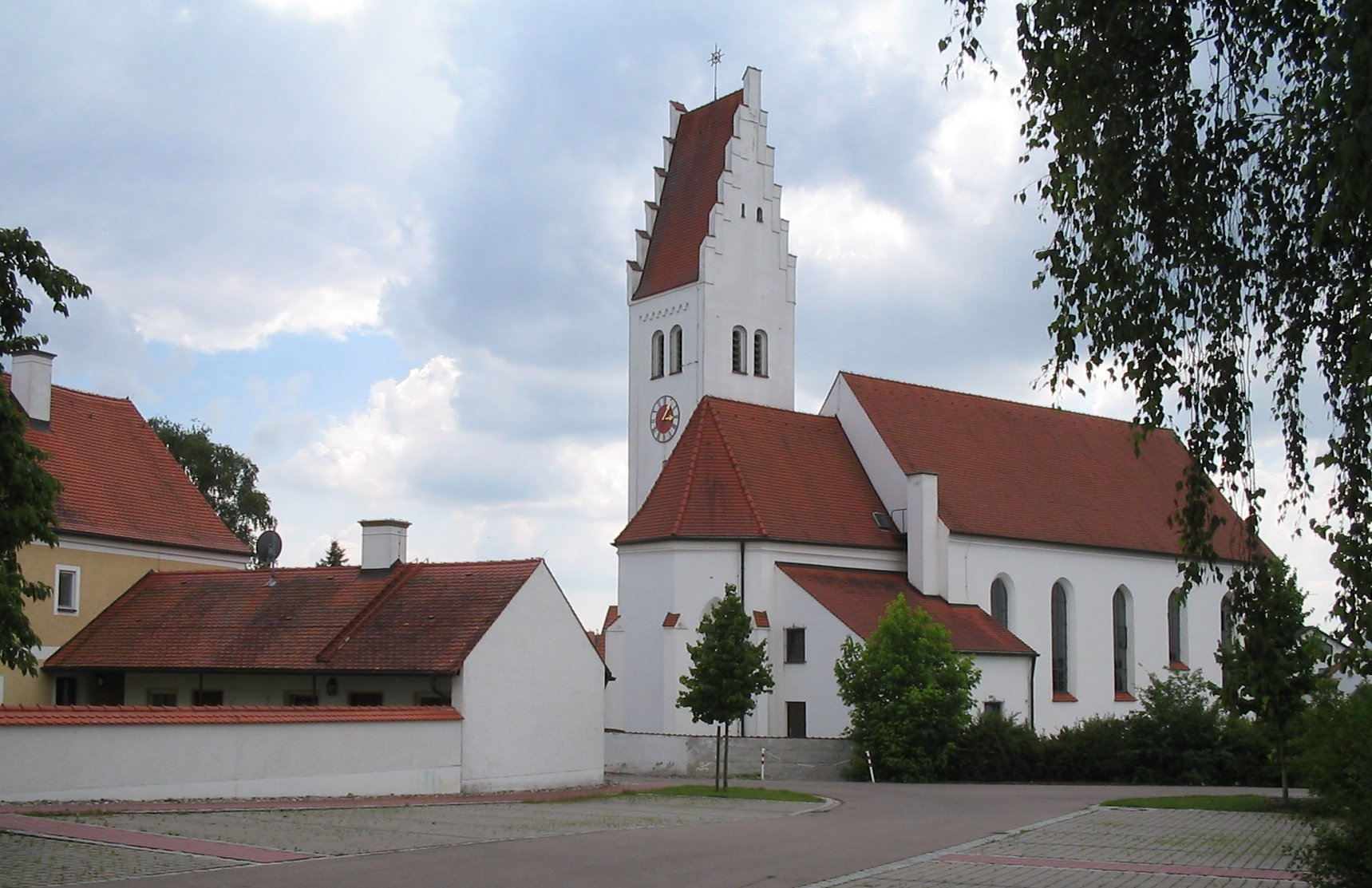
Pfarrkirche

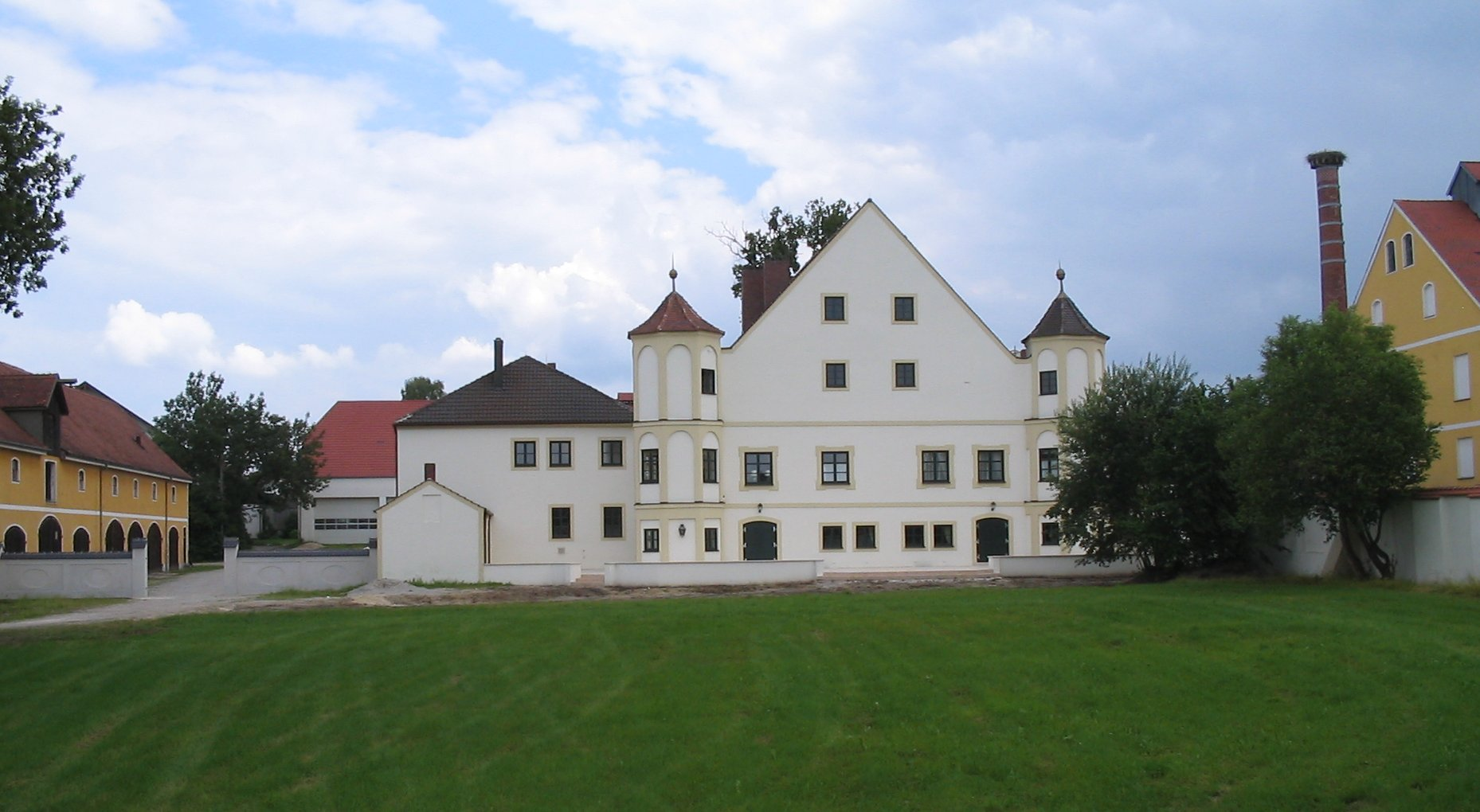
Toerringsches Schloss

Pörnbach ist eine Gemeinde im oberbayerischen Landkreis Pfaffenhofen an der Ilm. Die Gemeinde ist Mitglied der Verwaltungsgemeinschaft Reichertshofen.

## Geografie
Die Gemeinde liegt in der Hallertau im nordwestlichen Teil des Landkreises Pfaffenhofen und gehört zur Planungsregion Ingolstadt.
Es gibt sechs Gemeindeteile  (in Klammern sind der Siedlungstyp und die Einwohnerzahl angegeben):
- Maushof (Weiler, 44)
- Oberkreut (Weiler, 30)
- Pörnbach (Pfarrdorf, 1612)
- Puch (Pfarrdorf, 446)
- Raitbach (Kirchdorf, 93)
- Unterkreut (Einöde, 5)

Es gibt die Gemarkungen Puch, Pörnbach und Raitbach.

## Geschichte

### Bis zur Gemeindegründung
Pörnbach gehörte den Grafen von Toerring-Gronsfeld. Das Toerring’sche Schloss wurde erstmals 1558 urkundlich erwähnt, wird aber seit spätestens Mitte des 18. Jahrhunderts nicht mehr von Mitgliedern der Familie bewohnt. Der Ort war Teil des Kurfürstentums Bayern, bildete aber eine geschlossene Hofmark. Die Grafen von Törring besaßen von 1663 bis 1848 mit der Hofmark Pörnbach einen aus neun ursprünglich selbstständigen Hofmarken bestehenden Besitzkomplex. Der Verwaltungsmittelpunkt der Hofmarken Pörnbach, Euernbach, Göbelsbach, Tegernbach, Ritterswörth, Burgstall, Eschelbach, Förnbach und Puch, die seit 1819/20 als Patrimonialgerichte der Grafen von Törring-Jettenbach geführt wurden, lag in Pörnbach. Im Zuge der Verwaltungsreformen in Bayern entstand mit dem Gemeindeedikt von 1818 die heutige Gemeinde. Die Patrimonialgerichtsbarkeit wurde in der Revolution 1848 aufgehoben.

### Verwaltungsgemeinschaft
Mit dem Markt Reichertshofen besteht seit dem 1. Januar 1978 eine Verwaltungsgemeinschaft.

### Eingemeindungen
Im Zuge der Gebietsreform in Bayern wurde am 1. Januar 1971 die Gemeinde Raitbach eingegliedert. Am 1. Januar 1978 kam Puch hinzu.

### Einwohnerentwicklung
Zwischen 1988 und 2018 wuchs die Gemeinde von 1532 auf 2170 um 638 Einwohner bzw. um 41,6 %.
- 1961: 1321 Einwohner
- 1970: 1365 Einwohner
- 1987: 1485 Einwohner
- 1991: 1696 Einwohner
- 1995: 1751 Einwohner
- 2000: 1817 Einwohner
- 2005: 1976 Einwohner
- 2010: 2116 Einwohner
- 2015: 2140 Einwohner
- 2020: 2173 Einwohner

Die Einwohnerzahlen beziehen sich auf das heutige Gemeindegebiet.

## Politik

### Bürgermeister
Bürgermeister ist seit 2014 Helmut Bergwinkel (Fortschrittliche Unabhängige). Er wurde 2020 wiedergewählt. Bis 2014 amtierte Alois Ilmberger (Dorfgemeinschaft).

### Gemeinderat
Der Gemeinderat besteht nach den Kommunalwahlen in Bayern 2020 aus 14 Mitgliedern (ohne Ersten Bürgermeister) gemäß folgender Sitzverteilung:
| Partei / Liste                                        | Wahl 2020 | Wahl 2020 |
| Partei / Liste                                        | %         | Sitze     |
| ----------------------------------------------------- | --------- | --------- |
| Fortschrittliche Unabhängige Wählergemeinschaft (FUW) | 51,7      | 7         |
| Dorfgemeinschaft/Wählergemeinschaft Puch (DG-WG)      | 48,3      | 7         |
| Gesamt                                                | 100       | 14        |
| Wahlbeteiligung                                       | 67,0 %    | 67,0 %    |

### Wappen

Bannerflagge von Pörnbach

| Wappen der Gemeinde Pörnbach | Blasonierung: „In Silber ein blauer Wellenbalken, darüber drei, zwei zu eins gestellte, rote Rosen mit goldenen Butzen, darunter ein rotes Posthorn.“ |
| Wappen der Gemeinde Pörnbach | Das Wappen wird seit 1977 geführt. |

## Baudenkmäler
- Toerringsches Schloss
- Katholische Pfarrkirche St. Johannes der Täufer
- Pfarrhof und Gasthof zur Post
- Katholische Expositurkirche St. Martin in Puch
- Katholische Filialkirche St. Erhard in Raitbach

## Wirtschaft und Infrastruktur

### Wirtschaft einschließlich Land- und Forstwirtschaft
Es gab 2018 nach der amtlichen Statistik in der Gemeinde 258 sozialversicherungspflichtige Arbeitsplätze; von der Wohnbevölkerung stand 963 Einwohner in einer versicherungspflichtigen Tätigkeit, so dass die Zahl der Auspendler um 705 höher war als die der Einpendler. 16 Einwohner waren arbeitslos. Die 35 landwirtschaftlichen Betriebe (Stand 2016) bewirtschafteten insgesamt eine Fläche von 1058 Hektar.

### Verkehr
Pörnbach liegt am Schnittpunkt der Bundesstraße 13 (München-Ingolstadt) und der Bundesstraße 300 (Augsburg-Richtung Regensburg). Der Anfang des 19. Jahrhunderts errichtete Gasthof zur Post weist auf die zentrale Lage von Pörnbach an der Kreuzung ehemaliger Poststraßen von und nach Ingolstadt, Regensburg, München und Augsburg hin. Seit 1803 bestand die Poststation Pörnbach. Das Posthorn im Pörnbacher Wappen symbolisiert die einstige verkehrsgeographische Bedeutung des Ortes. Diese Poststraßen waren Vorgänger der heutigen Bundesstraßen 13 und 300. Bis in die 1970er Jahre verlief auch die B 300 noch mitten durch den Ort (Oberkreut-Pörnbach-Puch-Langenbruck), bis die Umfahrung von der A9 an Reichertshofen und Pörnbach vorbei gebaut wurde. Eine Umgehung von Pörnbach im Verlauf der B13 konnte bislang noch nicht realisiert werden.

### Bildung
Es gab am 1. März 2019 zwei Kindertagesstätten mit insgesamt 99 Plätzen und 90 Kindern, davon 26 unter drei Jahren.

## Persönlichkeiten
- Johann Andreas Schmeller (1785–1852), Sprachforscher; ging hier zur Schule